# Assault on Precinct 13
Assault on Precinct 13 (bra: Assalto à 13.ª DP; prt: Assalto à 13.ª Esquadra) é um filme estadunidense de 1976, do gênero suspense, realizado por John Carpenter.
É tido como uma homenagem do diretor ao filme Rio Bravo, de Howard Hawks.[carece de fontes?] O autor e realizador Carpenter foi também o responsável pela música deste filme.[carece de fontes?]

## Sinopse
Uma esquadra de polícia (delegacia de polícia, no Brasil) quase abandonada (um policial, duas secretárias e dois condenados à morte) de Los Angeles é ocupada por um bando de jovens, depois de seis deles terem sido alvejados numa emboscada da polícia.

## Elenco
- Austin Stoker
- Darwin Joston
- Laurie Zimmer
- Martin West
- Tony Burton
- Nancy Loomis
- Kim Richards
- Charles Cyphers
- Marc Ross